# Psychiatrická nemocnice Jihlava

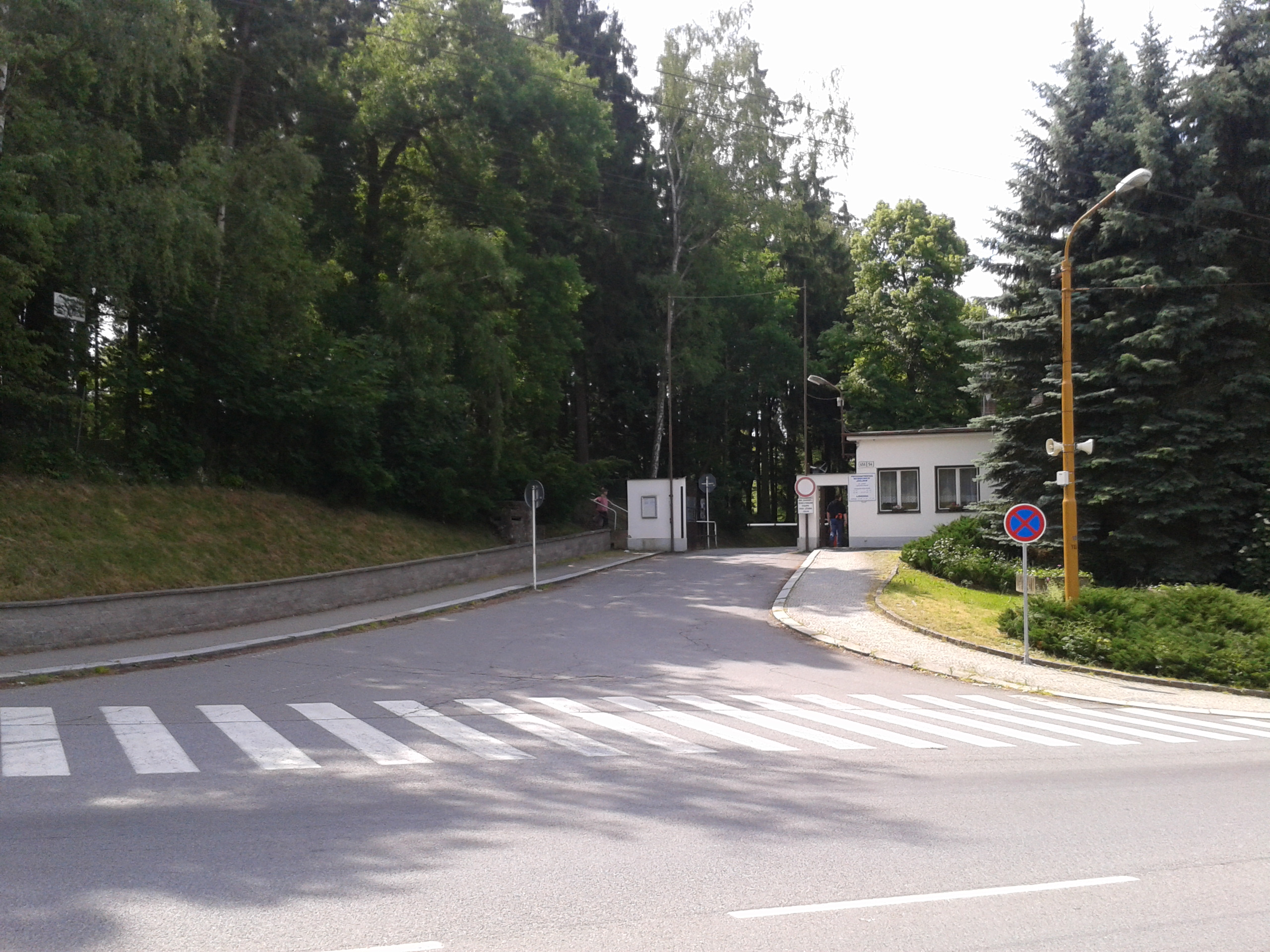
Psychiatrická nemocnice Jihlava

Psychiatrická nemocnice Jihlava zvaná Na Kopečku poskytuje veškerou lůžkovou psychiatrickou péči (s výjimkou dětské psychiatrie a sexuologie) občanům převážně z okresů Jihlava, Pelhřimov, Třebíč, Jindřichův Hradec, Žďár nad Sázavou a Tábor. Zřizovatelem je Ministerstvo zdravotnictví. Vznikla roku 1902 jako Zemský filiální ústav pro choromyslné v Jihlavě, protože brněnská psychiatrie kapacitně nestačila. Vedoucí lékař ústavu Artur Kreman prosadil roku 1904 jeho částečnou samostatnost, roku 1922 se ústav jako Moravský zemský chorobinec osamostatnil úplně. O nemocné tehdy vedle lékařů a ošetřovatelů pečovaly i sestry řádu sv. Vincence z Pauly. Ve dvacátých letech 20. století začala velkorysá přestavba ústavu. V září 2014 došlo k otevření nového pavilonu v areálu nemocnice.
V areálu nemocnice se dále nachází Divadlo Na Kopečku.